# 護法
護法（ごほう、ダルマパーラ, dharmapāla、530年 - 561年）は、古代インドの大乗仏教の僧であり、唯識派の学僧。唯識十大論師の一人。
南インドのパッラヴァ朝の大臣の長男に生まれ、若くしてナーランダ僧院の学長となったが、29歳で隠退し、ブッダガヤで亡くなった。
世親（vasubandhu）の『唯識三十頌』を護法が注釈した学説は、弟子のシーラバドラ（戒賢）から玄奘を通じてその弟子の慈恩大師基の『成唯識論』によって後世に伝えられた。